# Илия Томов
Илия Томов Илиев е български учен – кардиолог, академик.

## Биография
Роден е на 12 март 1929 г.
Завършва медицина във ВМИ – гр. София. От 1961 г. работи като асистент в Катедрата по вътрешни болести във ВМИ – София, през 1976 г. е избран за доцент, а през 1980 – за професор по кардиология. Завеждащ на клиниката по кардиология към Катедрата по вътрешни болести (1976). Директор на водещия за страната Център по кардиология, кардиохирургия, съдова хирургия и детска кардиология в продължение на 14 години. От 1990 година е ръководител на обособения като самостоятелна специализирана болнична база Национален център по сърдечно-съдови заболявания. От 1995 до 2002 г. е началник на Клиниката по кардиология и директор на Националната кадриологична болница.
Избран е за член-кореспондент (1989) и академик (1995) на Българската академия на науките.
Акад. Илия Томов има значителен принос за развитието на българската кардиология; автор е на повече от 400 научни труда, голяма част от които са публикувани и в чужбина. Научните му трудове са главно в диагностичната и терапевтичната кардиология: клинична електрокардиография, клинична векторкардиография, клинична ехокардиография (въвел този важен, с големи възможности инструментален метод в България), ЕКГ-тест с обременяване, аритмология, лечение на болестите на сърцето, клапни пороци на сърцето и др.
Автор или редактор на учебниците по кардиология и вътрешни болести.
Почива на 21 август 2013 г.